# Weinfehler
Weinfehler ist eine Sammelbezeichnung für unerwünschte Wahrnehmungen eines Weins hinsichtlich Geschmack, Geruch (Fehlaroma) oder Aussehen, die den gewünschten Eindruck erheblich beeinträchtigen oder verderben.

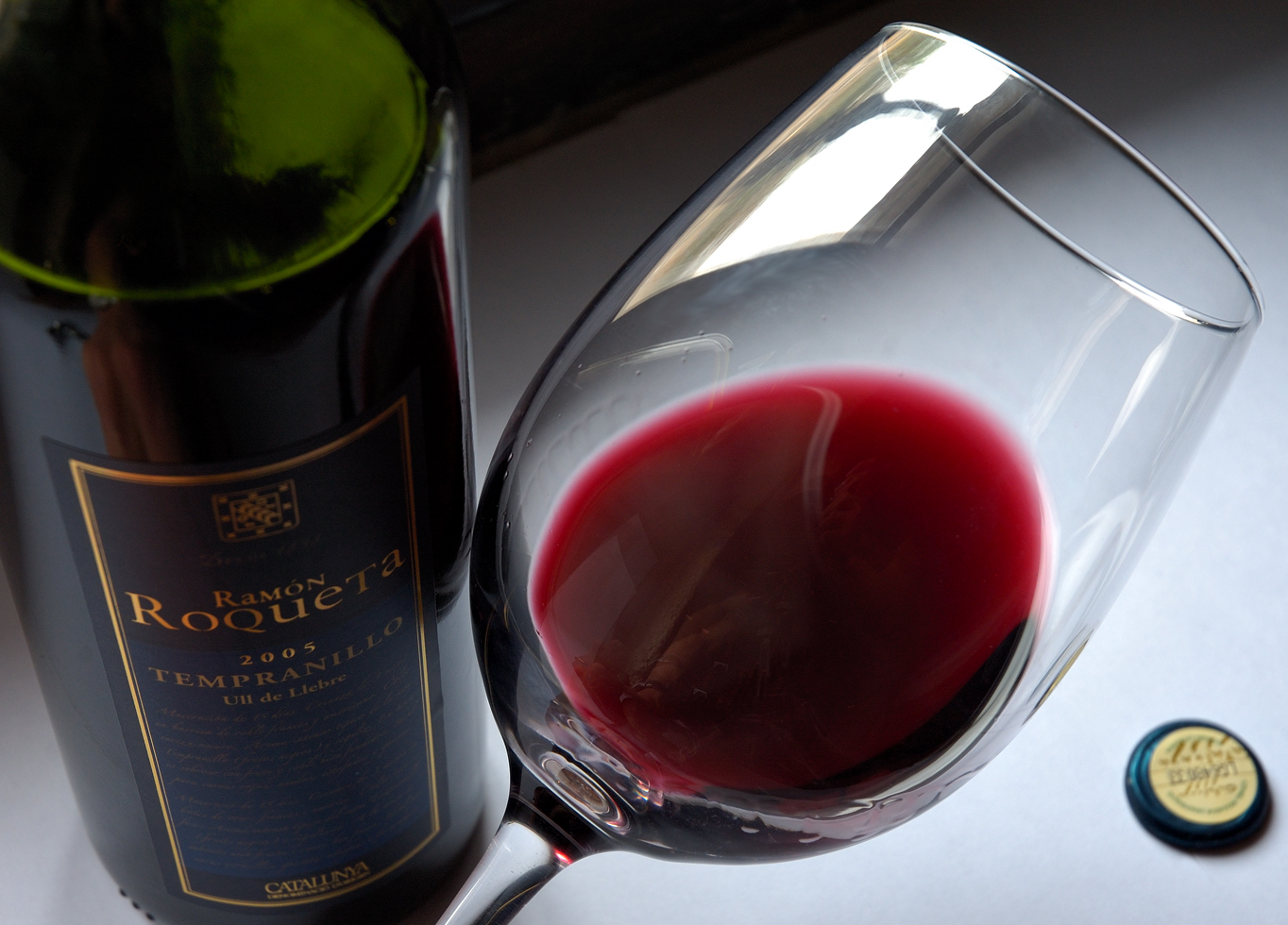
Rotwein

Zur Aufgabe der sensorischen Untersuchung gehört es, einen Wein jeweils spezifisch vor dem Hintergrund typischerweise erwartbarer Merkmalsmuster zu beurteilen, Fehler festzustellen, Mängel zu beschreiben und Abweichungen zu begutachten. Weinfehler verdecken bestimmte Merkmale oder ersetzen sie wahrnehmbar durch andere und können konzentrationsabhängig von verschiedenen Inhaltsstoffen hervorgerufen werden. Ihre sensorische Wahrnehmung ist temperaturabhängig, bei niedrigen Weintemperaturen werden sie weniger stark wahrgenommen als bei höheren Temperaturen.
Weinfehler können in verschiedenen Teilprozessen der Weinherstellung entstehen – angefangen beim Verfahren der Traubenlese, über die Maische, eine eventuelle Anreicherung, eine Schwefelung, die Gärung, den Abstich, den Ausbau, die Reifung, die Abfüllung bis hin zur Lagerung. So können sie schon im Lesegut angelegt sein, während der Vinifikation vor oder nach der Gärung auftreten, erst bei der Lagerung eintreten oder durch externe Materialien in den Wein gebracht werden. Werden die Mängel durch Mikroorganismen verursacht, wird auch von Weinkrankheit gesprochen.
Grob vereinfacht lassen sich Trübungen abgrenzen von Beeinträchtigungen des Geruchs und Geschmacks, die durch mikrobiologischen Stoffumsatz oder ohne diesen zustande kommen, und somit drei Formen von Weinfehlern unterscheiden:
- Weintrübungen, mit Einschränkung auf typischerweise klare gefilterte Weine, und Verfärbungen
- Geruchs- und Geschmacksfehler durch mikrobiologische Stoffwechselprodukte
- Geruchs- und Geschmacksfehler infolge anderer chemischer Ursache

Nicht zu den Weinfehlern zählen sensorische Mängel wie etwa zu hohe oder zu niedrige Säure oder farbliche Unzulänglichkeiten bei Rotwein. Diese werden als Weinmängel bezeichnet und als Zeichen minderer Qualität gewertet.
Rebkrankheiten werden in diesem Artikel nicht beschrieben (siehe dazu Artikel Rebsorte).

## Weintrübungen
Trübungen gehören zu den häufigsten Fehlern und können durch Mikroorganismen (Hefen, Schimmelpilze oder Bakterien) oder durch eingetragene Fremdstoffe wie Filtermittel, Verpackungsmittel oder Kork entstehen. Eine andere Quelle sind chemische Reaktionen, bei denen Proteine, Gerbstoffe, Schwermetallionen oder Salze beteiligt sind.
Ungefilterte Weine sind zwar auch „trüb“, jedoch nicht fehlerhaft.

### Trübung durch Mikroorganismen
Ab einer gewissen Anzahl Zellen im Wein können Hefen oder Bakterien eine mit bloßem Auge erkennbare Trübung verursachen. Üblicherweise entsteht eine Trübung nach der Abfüllung des Weins auf die Flasche. Durch eine Re-Infektion steigt die Anzahl der Mikroorganismen stark an, und es kann zu einer unerwünschten Nachgärung in der Flasche kommen. Dieser Vorgang ist nicht mit der gewünschten Flaschengärung zur Herstellung hochwertiger Schaumweine zu verwechseln.
Schimmelpilze spielen lediglich beim Most oder Traubensaft eine Rolle. Durch intensive Forschungsarbeit sowie durch Neuzüchtung versucht man, möglichst pilzresistente Rebsorten (sog. piwi-Reben) für den gewerblichen Anbau zu finden.

### Chemische Trübungen
Das in der Zellwand der Beeren enthaltene Pektin kann Ursache der als Calciumpectat-Trübung bekannten Polysaccharidtrübung führen. Das Pektin ist ein pflanzliches Polysaccharid und gelangt in Abhängigkeit von Rebsorte, Reifegrad der Beeren und der Art der Mostgewinnung in den Most. Unter Freisetzung von Methanol und in nachfolgenden Reaktionen mit dem Calcium entsteht die amorphe Trübung. Diese Trübung kann durch eine vollständige Entschleimung des Mosts oder durch eine enzymatisch unterstützte Mostklärung vermieden werden.
Die Schwermetalltrübungen werden überwiegend von Eisen und Kupfer verursacht. Beide Metallionen reagieren schnell und leicht mit Gerbstoffen. Bei einer Trübung durch Eisenionen (franz.: casse ferrique) beobachtet man bei Weißweinen und bei einigen Rotweinen eine weißliche Trübung, die sich auch als Depot im Behältnis absetzen kann. Bei anderen Rotweinen kommt es zu einer bläulich-schwarzen Trübung. Das im Wein natürlich vorkommende Eisen oxidiert und reagiert anschließend mit Phosphat und/oder Tanninen. Bei Überschreiten eines Schwellwertes kommt es zur Trübung. Die Reaktion mit dem Eisen entsteht üblicherweise beim Abziehen des Weins aus einem Behälter (Gärtank oder Holzfass) in einen anderen. Der kurze Sauerstoffkontakt löst die Oxidation aus. Bei geringen Eisengehalten von 8 bis 12 mg/l entsteht meist keine Trübung, jedoch häufen sich in den letzten Jahren Beobachtungen, wo sich schon bei Eisengehalten von unter 5 mg/l eine Trübung einstellt. In Verdacht steht eine gesetzliche Erhöhung der möglichen Zugabe vom Nährsalz Diammoniumhydrogenphosphat in den Most. Das Nährsalz dient primär als Stickstoff- und Phosphorquelle für die Hefe.

## Geruchs- und Geschmacksfehler durch mikrobiologische Stoffwechselprodukte

### Essignoten, Essigstich oder flüchtige Säure

Essigsäure (Strukturformel)

Unter Essigstich oder flüchtiger Säure versteht man markante, nach Essig riechende, teilweise auch deutlich schmeckbare Veränderungen.
Bei der alkoholischen Gärung wird Zucker durch Hefen zu Kohlenstoffdioxid und Ethanol abgebaut. Dieser Alkohol kann in weiterer Folge durch Bakterien zu Essig abgebaut werden. Der typische Essigton entsteht dabei weniger durch die nur schwach riechende Essigsäure, als vielmehr durch eine Reihe von Veresterungsprodukten wie Essigsäureethylester. Ameisensäure ist ebenfalls ein wesentlicher Bestandteil der flüchtigen Säure. Der Einfluss von Propionsäure oder Fettsäuren wie Hexansäure hingegen ist nur sehr unbedeutend.
Während der normalen alkoholischen Gärung entstehen ca. 0,2–0,4 g/l flüchtige Säure. Der Wert kann unter Luftkontakt auf 0,6 g/l ansteigen. Diese Konzentrationen stellen den üblichen Bereich dar. Der Essigstich entsteht durch zusätzliche weitere bakterielle Umwandlung. Der Geschmack wird dann kratzig-säuerlich und der Wein kann Eintrübungen aufweisen.
Da diese Umsetzungen bereits in verletzten Trauben am Weinstock auftreten können, ist es von großer Bedeutung, möglichst reifes Material ohne Fäulniserscheinungen zu lesen. Als Vorkehrung bei gefährdetem Traubengut gilt die Beigabe von schwefliger Säure vor dem Gärvorgang.
Für den Fehlton der flüchtigen Säure werden generell die Essigsäurebakterien Gluconobacter oxydans, Acetobacter pasteurianus und Acetobacter aceti verantwortlich gemacht. Auf gesundem Traubengut trifft man überwiegend Gluconobacter oxydans in geringer Anzahl von 100 bis 1000 je Gramm Lesegut an. Werden hingegen die Beeren durch Insekten, Vögel, Pilze oder Hagel verletzt, ist eine Infektion mit Botrytis cinerea im Frühstadium wahrscheinlich (was bei unreifen Beeren zur Rohfäule führt). Die natürlichen Hefen der Beeren vergären in diesem Fall schon vor der Ernte den Fruchtzucker zu Ethanol; dies leistet dem Auftreten von Bakterien wie Acetobacter aceti und Acetobacter pasteurianus Vorschub. Derart infizierte Beeren können bis zu 1 Million Essigsäurebakterien pro Gramm Lesegut enthalten und verströmen dann bereits im Weinberg einen intensiven Essiggeruch.

### Lösungsmittel-Ton

Essigsäureethylester (Strukturformel)

Ein leichter Geruch nach Lösungsmittel (in Assoziation zum bekannten Klebstoff auch „Uhu“ genannt) kommt relativ häufig in jungen Süßweinen vor. Ein echter Fehler ist er erst ab einer gewissen Intensität, wobei dies bei Rotweinen wesentlich störender wirkt.
Der Lösungsmittelton entsteht, wenn sich auf beschädigten Trauben am Stock Essigsäurebakterien ansiedeln und Essig bilden. Werden diese Trauben nicht aus dem Lesegut entfernt, so kann sich während der Gärung zusammen mit dem Alkohol der als Lösungsmittel bekannte Essigsäureethylester bilden, der sofort durch seinen charakteristischen Geruch auffällt. Eine Entfernung ist – mit Aromeneinbußen – durch Aktivkohle möglich.

### Mäuseln
Ein seltener Fehler ist das Mäuseln, ein unangenehmer bis widerlicher Ton, der an Ammoniak und den Geruch von Mäuseharn erinnert. Im sehr heißen Jahrgang 2003 erhöhte sich die Fehlerrate durch Mäuseln sprungartig. Das Problem kann dann auftreten, wenn die Weine nur niedrige Säurewerte aufweisen oder wenn nicht ausreichend aktive Schwefelung vorliegt.
Die Ursache ist nicht restlos erforscht, sensorisch wirksam sind jedenfalls heterozyklische Stickstoffverbindungen wie Acetylpyrrolin (ACPY). Diese Verbindungen können von verschiedenen Mikroorganismen gebildet werden, unter anderem von Hefen wie Brettanomyces, aber auch (seltener) durch Auftreten von Lactobacillus-Arten Lactobacillus brevis, Lactobacillus fermentum und Lactobacillus hilgardii. Die Vorläufer der aromawirksamen Stickstoffverbindungen sind Lysine oder Ornithin, die in jedem Wein vorhanden sind. Das Mäuseln wird derzeit im Wesentlichen auf 2 Isomere des 2-Acetyltetrahydropyridin zurückgeführt, aber auch andere Substanzen tragen zu dem Fehlton bei:
- 2-Acetyl-3,4,5,6-tetrahydropyridin[3] bzw. 2-Acetyl-1,4,5,6-tetrahydropyridin[4] (Diese sind zueinander Tautomere)
- 2-Ethyltetrahydropyridin[5]
- 2-Acetyl-1-pyrrolin.

Die Bildung dieser Substanzen setzt das Vorhandensein von Alkohol voraus. Daher wird der Most nicht von diesem Fehlton befallen.
Die hohen pH-Werte und die hohen Temperaturen des Jahrgangs 2003 haben offensichtlich eine starke Vermehrung der Mikroorganismen bewirkt, die den Anteil des ACPY über die Geruchsschwellenwerte anhoben.
Neueste Untersuchungen deuten darauf hin, dass zur Entstehung des Mäuselns weder Bakterien noch Ethanol vorhanden sein müssen. Die geruchsaktiven Substanzen können demnach auch aus Methylglyoxal und Prolin im Zuge einer Maillard-Reaktion entstehen. Entsprechende Untersuchungen wurden bereits 1948 von Hugo Schanderl publiziert, fanden aber wenig Beachtung.

### Muff- und Schimmeltöne
Muff- seltener Schimmeltöne treten in verschieden starker Ausprägung relativ häufig auf, sie werden teilweise auch als „schleichender Kork“ bezeichnet. Charakteristisch für den Muffton ist die sensorische Wahrnehmung „nasser Pappe“. Für dumpfe, muffige Töne gibt es zwei Ursachen. Einerseits können diese unangenehmen Eindrücke von nicht sauberen Fässern stammen, man findet dieses Problem durch den Verzicht auf große Holzfässer in der Kellertechnik aber nur noch selten. Der zweite Grund ist ein typischer, häufiger Korkfehler. Die Mufftöne haben die negative Eigenschaft, nach Öffnen einer fehlerhaften Flasche langsam stärker zu werden.

### Schwefel beziehungsweise Böckser

Schwefeldioxid (Strukturformel)

Es gibt mehrere verschiedene Weinfehler, die durch Schwefelverbindungen hervorgerufen werden.
Bei jungen Weinen, die frisch abgefüllt sind, kann als Nachwirkung der Schwefelung freies Schwefeldioxid auftreten. Typisch ist ein stechender, unangenehmer Geruch im Glas, es können im Extremfall die Augen leicht tränen. Dieser stechende Ton sollte sich nach Minuten an der Luft verflüchtigen.

Schwefelwasserstoff (Strukturformel)

Schlimmer sind die verschiedenen Varianten des Böcksers (teilweise auch Böxer geschrieben). Die Hefe kann Sulfite, die durch die Schwefelung in den Wein eingebracht werden, zu Schwefelwasserstoff umsetzen, einer Substanz mit typischem Geruch nach faulen Eiern. Diese Variante findet sich vor allem bei Jungweinen. Wird dies nicht rechtzeitig erkannt oder gar übersehen, kann sich daraus ein sogenannter „Lagerböckser“ entwickeln. Hierbei kommt es durch verschiedene (teilweise noch nicht ganz geklärte) Folgereaktionen zur Bildung komplexerer Schwefelverbindungen, insbesondere von Ethylmercaptan. Es gibt Geruchsnuancen, die an die schon erwähnten „faulen Eier“, andere, die an verbrannten Gummi, Knoblauch, Zwiebeln oder gekochten Kohl erinnern.
Als Präventivmaßnahme gegen Böckser sollten die Trubstoffe des Mostes entfernt werden. In Grenzen kann der Weinfehler durch die Zugabe von Kupferverbindungen oder Silberchlorid korrigiert werden.
Schwefelsäurefirne schließlich entsteht, wenn beim Ausbau des Weins zu wenig Schwefel zugefügt wird. Dabei entsteht ein an Sherry erinnerndes Geschmacks- und Geruchsbild. Auch die Überschwefelung ist möglich und führt dann zu einem unangenehm sauren Geschmacksbild.

### Untypischer Alterungston (UTA)
Der Untypische Alterungston, abgekürzt UTA, wird erst seit relativ kurzer Zeit beschrieben. Weißweine zeigen sich stumpf, wie übermäßig gealtert, an Erbrochenes erinnernd. UTA wird auch Mottenkugel- oder Naphthalin-Note genannt. Weitere Synonyme für den UTA sind Akazien-, Seifen-, Waschmittelton, Stickstoffböchser und schmutzig-nasser Wäscheton. Der Geschmack solcher Weine wird als dumpf und ausdruckslos beschrieben, die Weinfarbe als blass bis wasserhell.
Als Auslöser für den UTA wurde das von Hefen erzeugte 2-Aminoacetophenon (AAP) identifiziert, das bereits in sehr geringen Mengen von < 1 µg/l wahrgenommen wird. Da ein Zusammenhang zwischen UTA und Witterungseinflüssen besteht, gilt allgemein, dass in heißen, trockenen Jahren durch den Stress der Pflanze während der Reifezeit die Ausbildung von UTA begünstigt wird. Vermutet wird, dass dies durch eine Mangelversorgung mit Stickstoff aufgrund der Trockenheit geschieht sowie durch Wasserstress in der Reifephase infolge der globalen Erwärmung.

### Bitterton oder Acrolein-Stich

Acrolein (Strukturformel)

Der Bitterton (engl.: bitterness taint; franz.: amertume) gehört zu den seltenen Fehlern. Der Geruch nach Propenal (allgemein auch Acrolein genannt) entsteht durch einen bakteriellen Abbau des Glycerins im Wein. Propenal selbst ist nicht bitter, kann aber zu einem bitteren Geschmack führen, wenn es mit Anthocyanen reagiert. Diese Pflanzenfarbstoffe kommen überwiegend in der Beerenschale vor, sodass meist Rotweine von diesem Fehlertyp betroffen sind. Die Wahrnehmungsgrenze liegt bei etwa 10 mg/l. Die Milchsäurebakterien Pediococcus parvulus und Lactobacillus cellobiosus formen Glycerin mit Hilfe des Enzyms Glycerin-Dehydratase in 3-Hydroxyproprionaldehyd um. Durch einen weiteren Wasserentzug dieses Zwischenprodukts während der Alterung entsteht schließlich Propenal.

### Butterton oder Molketon

Diacetyl (Strukturformel)

Diacetyl ist der einfachste Vertreter der Stoffklasse der Diketone. Es besitzt einen ausgeprägten Geschmack und Geruch nach Butter und ist auch Bestandteil des natürlichen Butteraromas. In geringsten Mengen unterstützt der Stoff sogar das Aroma des Weins und verleiht ihm eine leicht nussige oder karamelartige Note und Werte von ca. 0,3 mg/l sind absolut normal. Konzentrationen von über 5 mg/l werden jedoch bereits als unangenehm empfunden. Der Stoffwechselweg zur Bildung des Diacetyls mittels Milchsäurebakterien ist noch nicht vollständig geklärt.

### Geranienton

Geraniol (Strukturformel)

Ein unangenehmer, an den Geruch von Geranien (Pelargonien) erinnernder Ton, der primär mit der Substanz Geraniol verbunden ist.
Der Geranienton entsteht durch den Abbau von Sorbinsäure durch Bakterien. Er kann nur bei Weinen entstehen, die mit Sorbinsäure als Konservierungsmittel stabilisiert wurden. Bei der Herstellung von Wein ist die Zugabe von maximal 200 mg/l (Deutschland und Österreich) bzw. 1 g/l (USA) zum Most oder Wein erlaubt, da diese Gabe den Wein vor Hefen und Schimmelpilzen schützt. Da Sorbinsäure jedoch nicht gegen Essig- und Milchsäurebakterien wirkt und von diesen zum Sorbinol ((E,E)-2,4-Hexadien-1-ol) reduziert wird, kann es zu unerwünschten und irreversiblen Geschmacksveränderungen kommen. Durch nachfolgende Veretherung mit dem Ethanol des Weins wird 2-Ethoxy-3,5-hexadien gebildet.
Dieses ist schon in sehr geringen Konzentrationen (typischerweise 0,1 µg/l) störend wahrnehmbar.

### Mannitstich
Mannit oder Mannitol ist ein Zuckeralkohol der durch Zuckerabbau (Redoxreaktion von Fructose) mittels heterofermentativer Milchsäurebakterien entsteht. Als Verursacher gelten Leuconostoc dectranicum, Lactobacillus pentoaceticus und Lactobacillus brevis. Das süße Mannit entsteht im Wein meist beim biologischen Säureabbau, wenn der Restzuckergehalt noch zu hoch ist. Da hierbei auch Essigsäure und 2-Butanol entstehen drückt sich dieser Weinfehler geruchlich durch einen Esterton, verbunden mit einem süßen, kratzigen Abgang aus.

### Zähwerden
Das Zähwerden oder Lindwerden (engl. ropiness, ropy, slimy; franz. graisse) ist eine Viskositätserhöhung durch Bildung von Polysacchariden in Form von Dextran aus dem Restzucker. Verantwortlich für die Bildung der Kolloide sind Streptococcus mucilaginosus var. vini und Pediococcus damnosus. Der Wein wird jedoch weder analytisch noch olfaktorisch oder gustatorisch verändert.

### Petrolton
An Petroleum, Kerosin erinnernder Geruch oder Geschmack; als Fehler schwer abzugrenzen.
Petrolton tritt relativ häufig auf und wird durch 1,1,6-Trimethyl-1,2-dihydronaphthalin (TDN) verursacht, kann bei jungen Weinen ein Fehler sein, ist aber bei manchen älteren Weinen (wie reife Rieslinge) sortentypisch.
Die Sensibilität für Petroltöne ist regional sehr verschieden, andererseits weisen die diversen Rebsorten im Alterungsverhalten große Unterschiede auf. Typischerweise entwickeln Rieslinge, aber auch Traminer bei längerer Lagerung teilweise starke Petrolnoten. Atypisch bzw. unerwünscht und fehlerhaft sind diese Geschmacksimpressionen jedenfalls bei jüngeren Weinen. Für den Riesling kann die Klimaerwärmung zum Problem werden, denn aufgrund der globalen Erwärmung wird erwartet, dass die TDN-Gehalte in Rieslingen steigen werden.
Häufig werden bestimmte Terroir-Noten (z. B. Schiefer als Unterlage) mit Petrol verwechselt.

### Brett-Fehlton (Brettanomyces)
Die bei manchen Biersorten erwünschte Geschmacks- und Geruchsnote Brett gilt in den meisten Weinen als Fehler. Der Fehlton wird durch den namensgebenden Hefepilz Brettanomyces bruxellensis verursacht, die Nebenfruchtform von Dekkera bruxellensis, und oft mit Assoziationen wie Pferdestall, nasses Leder oder Heftpflaster beschrieben.
Die hierfür wesentlichen Substanzen sind 4-Ethylphenol, 4-Ethylguajacol und 4-Ethylcatechol, deren Geruchsschwelle individuell verschieden ist. In geringen Konzentrationen bewirken diese Phenole ein rauchiges, an Gewürznelken erinnerndes Aroma, das auch gewünscht sein kann. Insgesamt reichen die für den Brett-Ton beschriebenen sensorischen Wahrnehmungen von süßlich-scharfen über rauchige, säuerliche bis hin zu animalischen, lederartigen, teerähnlichen oder medizinalen Noten.
Brettanomyces ist alkoholtolerant, vermehrt sich auch bei niedrigen Restzuckermengen sehr gut und kann daneben die im Holz der Barriques vorhandene Zuckerform Cellobiose verstoffwechseln. Daher sind insbesondere in Holzfässern reifende Rotweine von Brettanomyces betroffen. Der Hefepilz lässt sich durch Hygiene und Schwefelung begrenzen.

### Erdiger Ton

Geosmin (Strukturformel)

Geosmin ist ein natürlich vorkommender bicyclischer Alkohol. Die Substanz besitzt einen ausgeprägt erdig-muffigen Geruch und Geschmack und ist für die als typischer Boden-Geruch wahrgenommene Empfindung, aber auch für den Geruch von Schimmelpilzen mitverantwortlich. Geosmin ist außerdem an der Geruchswahrnehmung, die bei einsetzendem Regen speziell nach längerer Trockenheit auftritt, beteiligt.
Der menschliche Geruchssinn reagiert auf Geosmin hochsensibel; die Geruchsschwelle liegt bei einem Anteil von 10−10. Produziert wird der Stoff von gewissen Stämmen des Penicilliums bei Anwesenheit von Botrytis cinerea.

## Aldehydton
Wird der im Wein enthaltene Alkohol enzymatisch weiter oxidiert, entsteht Acetaldehyd, auch bekannt als Ethanal.
Dieser Aldehyd hat einen eigenwilligen, seltsam fruchtig-stumpfen, eher unangenehmen Geruch und Geschmack, der schwer zu beschreiben ist. Üblicherweise entsteht dieser Fehler, wenn der Wein nicht ausreichend mit Schwefel in Form von freiem SO2 versorgt wurde.

## Korkton

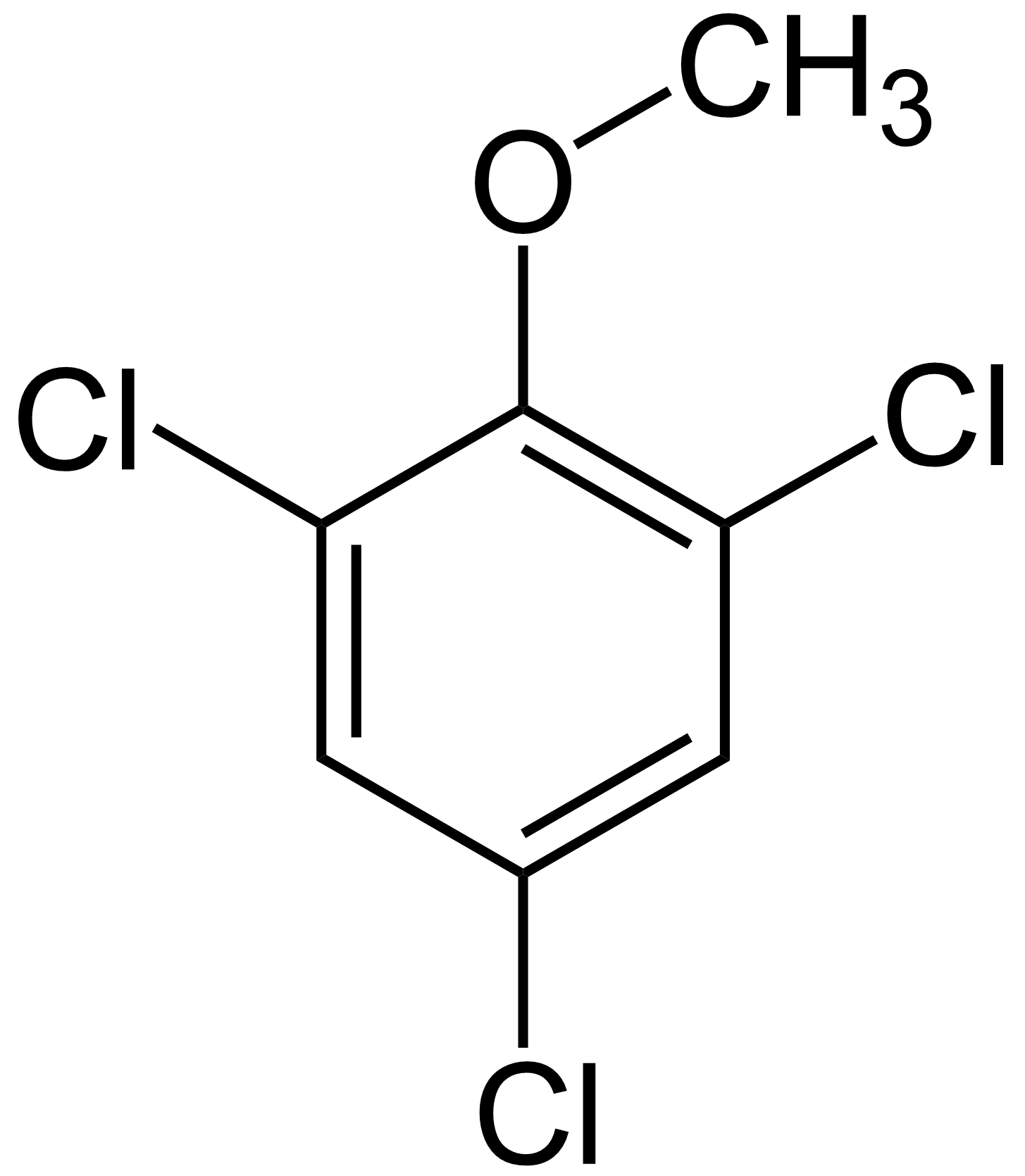
Strukturformel von TCA – sorgt für den bekannten und verbreiteten Korkton

2,4,6-Trichloranisol (TCA) verursacht den bekanntesten und auch häufigsten Weinfehler, den Korkton, der regional auch als Stoppler bezeichnet wird. Wie es genau zum Eintrag des Trichloranisols in die Rinde der Korkeiche kommt oder nachträglich in das daraus gefertigte Produkt, den Korken, ist noch immer nicht vollständig erforscht.
Die häufigste Ursache sind wahrscheinlich Bleichmittel in der Korkverarbeitung, aber auch in Lagerkartonagen. Daneben kommen Inhaltsstoffe von Holzschutzmitteln beziehungsweise deren Abbauprodukte in Frage. Ebenso können chlorhaltige Reinigungsmittel im Winzerkeller mitverantwortlich sein. Daher kann ein Korkton, wenn auch selten, nicht nur bei Flaschen mit Naturkorken, sondern auch bei solchen mit Schraubverschluss und anderen alternativen Verschlüssen auftreten.
Trichloranisol gehört zu den Phenolabkömmlingen und ist wie viele Phenolabkömmlinge gesundheitsschädlich.
TCA hat im Wein einen niedrigen Geruchsschwellenwert und ist für geübte Weinprüfer bereits ab einer Konzentration von 1 ng/l in Weißweinen und ab 5 ng/l in Rotweinen wahrnehmbar. Der Korkton zeichnet sich durch einen typischen korkigen Geruch und Geschmack aus, er kann bei bestimmten Konzentrationen auch ledrig-muffige Töne annehmen. Darüber hinaus gibt es Fehler, die als „schleichender Kork“ bezeichnet werden, darunter werden nicht klar definierbare, stumpfe, teilweise etwas muffige Noten verstanden, die oft erst im direkten Vergleich mit intakten Flaschen erkannt werden können.
Korkfehler können sich an der Luft deutlich verstärken, beim Mischen eines korkigen Weines mit Mineralwasser bewirkt die Kohlensäure eine wesentliche Verstärkung der Wahrnehmung des Fehlers.